# Rakovo
Rakovo és un poble i municipi d'Eslovàquia que es troba a la regió de Žilina, al centre-nord del país. És documentat per primera vegada el 1230. El 2017 tenia 364 habitants.

## Demografia
| Godina             | 1994 | 2004    | 2014   | 2024    |
| ------------------ | ---- | ------- | ------ | ------- |
| Nombre de persones | 242  | 317     | 333    | 398     |
| Diferència         |      | +30,99% | +5,04% | +19,51% |

| Godina             | 2023 | 2024   |
| ------------------ | ---- | ------ |
| Nombre de persones | 385  | 398    |
| Diferència         |      | +3,37% |